# Holyrood (zámek)
Zámek Holyrood či Holyrood Palace nebo Holyroodhouse je oficiálním sídlem britského panovníka ve Skotsku, v Edinburghu. Leží na konci šesti navazujících ulic vycházejících od Edinburského hradu k zámku Holyrood, zvaných tradičně Královská míle. Od 16. století sloužil jako hlavní sídlo skotských králů. Roku 1501 přikázal král Jakub IV. vyčistit pozemek kolem tehdejšího opatství a nechal zde vybudovat palác pro sebe a svoji nevěstu Markétu. Z této stavby se však do dnešních dnů zachovaly jen části strážního domku u brány. Alžběta II. trávila v Holyroodu tradičně jeden týden na začátku léta. Při nepřítomnosti členů královské rodiny je zámek otevřen veřejnosti. K jeho nejnavštěvovanějším částem patří sály, ve kterých žila skotská královna Marie Stuartovna a které jsou zařízeny v původní historické podobě. Zámek byl postaven na základech Holyroodského opatství, významného místa skotských dějin, v letech 1501–1505 skotským králem Jakubem IV. Současná podoba zámku však pochází především z let 1671–1678. Ze 16. století se dochovala pouze západní věž. Přestavbu ve stylu klasicismu navrhl v 17. století architekt William Bruce pro Karla II. Stuarta. Během francouzské a červencové revoluce našla na zámku azyl francouzská královská rodina. Významné úpravy připravil architekt Robert Reid v letech 1824–1834, a to na žádost královny Viktorie, která se rozhodla z chátrajícího zámku učinit rezidenci britských monarchů. Dle legend na zámku straší duch Agnes Sampsonové, upálené za čarodějnictví v 16. století.